# Jean de Brunhoff
Jean de Brunhoff (Párizs, 1899. december 9. – Párizs, 1937. október 16.) francia író és illusztrátor.

## Életpálya
Az első világháború vége felé belépett a hadseregbe, megjárta a frontot. A háborút követően elhatározta, hogy hivatásos művész lesz, ezért a párizsi Académie de la Grande Chaumière (Párizs) keretében festészetet tanult. 1924-ben feleségül vette Cécile Sabouraud-t, egy tehetséges zongoristát. Három gyermekük született. Cécile esténként egy kis elefántról mesélt a gyerekeknek. Ezeket a feleség által kitalált Babar-történeteket képeskönyv formába rendezte és a családi kiadó megjelentette. További mesetörténetekkel újabb hat kiadvány jelent meg.
Fiatalon, tuberkulózisban halt meg, Párizsban a Père-Lachaise temetőben nyugszik. Halálát követően testvére Michel de Brunhoff vitte tovább a mesesorozat kiadásait. A Babar albumokat több millió példányban adták el szerte a világon.

## Művei
- The Story of Babar (New York): Harrison Smith és Robert Haas, 1934
- Babar utazásai (New York): Harrison Smith és Robert Haas, 1934
- Babar király (New York): Harrison Smith és Robert Haas, 1935
- Babar ABC-je (New York): Random House, 1936
- Zephir ünnepek (New York): Random House, 1937
- Babar és gyermekei (New York): Random House, 1938
- Babar és a Mikulás (New York): Random House, 1940

### Magyarul megjelent művei
- Babár, a csodálatos elefánt; ford. Gereblyés László; Cserépfalvi, Bp., 1947
- Babar utazása; ford. Gordon Etel, ill. a szerző; Móra, Bp., 1959
- Babar otthon; ford. Bálint Ágnes, ill. a szerző; Móra, Bp., 1972
- Babar és a Télapó; ford. Bálint Ágnes, ill. a szerző; Móra, Bp., 1973
- Babar király; ford. Bálint Ágnes, ill. a szerző; Móra, Bp., 1980
- Babar, a kis elefánt; ford. Bálint Ágnes; Fabula, Bp., 1994
- Babar utazása; ford. Bálint Ágnes, ill. a szerző; Móra, Bp., 2003
- Babar, a családapa; Móra, Bp., 2008
- Babar lakodalma; Móra, Bp., 2008 (Babar-lapozók)
- Babar udvarában; Móra, Bp., 2008 (Babar-lapozók)

## Fordítás
- Ez a szócikk részben vagy egészben  a   Jean de Brunhoff című angol Wikipédia-szócikk fordításán alapul.  Az eredeti cikk szerkesztőit annak laptörténete sorolja fel. Ez a jelzés csupán a megfogalmazás eredetét és a szerzői jogokat jelzi, nem szolgál a cikkben szereplő információk forrásmegjelöléseként.